# Zespół Turnera

Kariotyp 45,X0

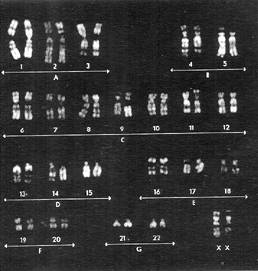
Kariotyp kobiety z zespołem Turnera; w 70% komórek pacjentki stwierdzono kariotyp 45,X0, w pozostałych 30% obecny był izochromosom X zawierający podwójne długie ramię – 46,X i(Xq)

Zespół Turnera (ang. Turner's syndrome, łac. syndroma Turner) – uwarunkowany genetycznie zespół wad wrodzonych spowodowany całkowitym lub częściowym brakiem jednego z chromosomów X we wszystkich komórkach organizmu lub w pewnej ich części. Występuje u 1 na 2000 – 2500 urodzonych dziewczynek. Najważniejsze cechy występujące u osób z zespołem Turnera to: niski wzrost, słabo zaznaczone cechy żeńskie i wrodzona dysgenezja gonad powodująca w większości przypadków bezpłodność.

## Nazewnictwo
Spotykane nazwy zespołu to: zespół Turnera, zespół Ullricha (zwłaszcza w literaturze niemieckojęzycznej), zespół Ullricha-Turnera, zespół Szereszewskiego-Turnera (w krajach byłego Związku Radzieckiego), zespół szczątkowych jajników, zespół Morgagniego-Turnera-Albrighta, zespół Turnera-Albrighta, zespół Morgagniego-Szereszewskiego-Turnera-Albrighta.
Zespół Bonnevie-Ullricha jest zarzuconym, historycznym terminem, stosowanym do określenia zespołu Turnera i zespołów wad wrodzonych o zbliżonym fenotypie u niemowląt, zanim poznano etiologię choroby.
Zespół Turnera u chłopców i mężczyzn, zespół pseudoturnerowski, rodzinny zespół Turnera, zespół Ullricha-Noonan, fenotyp turnerowski z normalnym kariotypem, to zarzucone, nieprawidłowe nazwy stosowane na określenie zespołu Noonan zanim ostatecznie nie poznano różnic w etiologii tych dwóch chorób.
Postać eunuchoidalna zespołu Turnera to zarzucona, nieprawidłowa nazwa zespołu Swyera.

## Historia
Klasyczny opis zespołu przedstawił w 1938 roku amerykański endokrynolog z Oklahomy, Henry Hubert Turner (1892-1970); od jego nazwiska jednostka chorobowa wzięła nazwę. Turner w swojej pracy opisał siedem młodych pacjentek z typowymi cechami zespołu (niski wzrost, płetwiasta szyja, hipogonadyzm, opóźniony wiek kostny), ale błędnie przyczynę choroby upatrywał w dysfunkcji przedniego płata przysadki. Pojedyncze przypadki opisywane były już wcześniej przez europejskich lekarzy: Giovanni Battista Morgagni przypuszczalnie opisał przypadek pacjentki z monosomią chromosomu X już w 1768 roku. U zmarłej niskorosłej kobiety stwierdził malformację nerek i dysgenezję gonad. W 1902 roku Otto Funke opisał przypadek piętnastoletniej dziewczynki z dysgenezją gonad, niskim wzrostem, niedojrzałością płciową, wrodzonym obrzękiem limfatycznym i płetwiastą szyją. W 1925 roku na spotkaniu Rosyjskiego Towarzystwa Endokrynologicznego klasyczne objawy zespołu u 25-letniej kobiety opisał Nikołaj Adolfowicz Szereszewskij (1885-1961); w krajach byłego Związku Radzieckiego używa się nazwy zespół Szereszewskiego-Turnera. W 1929 roku na sympozjum Monachijskiego Towarzystwa Pediatrycznego inny opis choroby przedstawił Otto Ullrich (1894-1957); do dziś niekiedy spotyka się określenie zespołu Ullricha-Turnera (głównie w Niemczech). Spotyka się również (zwłaszcza w starszej literaturze) określenie zespół Bonnevie-Ullricha; Kristine Bonnevie, norweska biolog, pracowała przypuszczalnie nad mysim modelem zespołu Noonan, a określenia zespołu Bonnevie-Ullricha (albo status Bonnevie-Ullrich) używano zwłaszcza w odniesieniu do dzieci z dodatkowymi wadami układu kostnego, mięśniowego i naczyniowego. Pierwszeństwo w wyjaśnieniu genetycznych podstaw zespołu przypisuje się Charlesowi Fordowi i jego współpracownikom, którzy w 1959 roku w pracy na łamach Lancet opisali brak chromosomu X u 14-letniej dziewczynki z zespołem Turnera.

## Epidemiologia
Zespół Turnera jest jedną z najczęstszych aberracji chromosomowych. Ocenia się, że występuje u 3% wszystkich ludzkich płodów. Jednakże tylko 1% spośród tych płodów dożywa porodu. Tym samym, zespół Turnera odpowiada za około 7-10% spontanicznych poronień. Szczególnie duża liczba płodów z zespołem Turnera nie przeżywa pierwszego trymestru ciąży, co ilustrują wyniki badań prenatalnych: częstość zespołu Turnera wykrytego w amniocentezie (16. tydzień życia płodowego) szacuje się na 176:100 000, a w CVS (średnio 11. tydzień) 392:100 000.
Częstość zespołu Turnera szacuje się na 25-55:100 000 żywych urodzeń noworodków płci żeńskiej u rasy białej; badanie na populacji japońskiej pozwoliło oszacować częstość zespołu Turnera w tej grupie na 70-210:100 000 urodzeń. Przyjmując szacunkową częstość zespołu 1:2000 – 1:2500 urodzeń można obliczyć, że każdego roku w Polsce rodzi się około 100 dziewczynek dotkniętych zespołem Turnera, a liczbę chorych na tę chorobę w Polsce można szacować na około 10 tysięcy osób. Na całym świecie liczba pacjentów z zespołem Turnera wynosi 1,5 miliona. Istotny wpływ na częstość zespołu Turnera ma przerywanie ciąży po prenatalnym zdiagnozowaniu zespołu Turnera; duże badanie przeprowadzone w jedenastu krajach europejskich wykazało, że 66% tych ciąż było przerywanych, przy najwyższym wskaźniku aborcji po rozpoznaniu postawionym na podstawie badania USG (79%, w porównaniu z 42% przerwanych ciąż rozpoznanych kariotypowaniem). W Danii, gdzie w Århus znajduje się jeden z czołowych ośrodków badań nad zespołem Turnera, upowszechnianie wiedzy o zespole i możliwościach jego leczenia zmniejszyło częstość aborcji płodów zdiagnozowanych prenatalnie ze 100% w latach 1970-1980 do 60% w latach 1985-1988.

## Etiologia

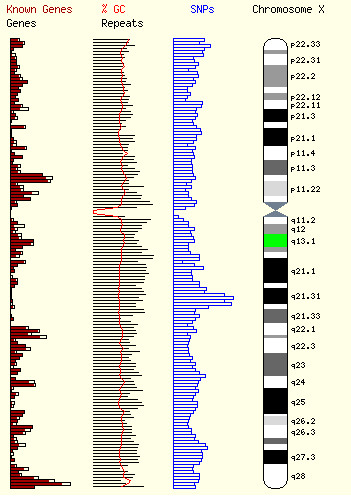
Mapa chromosomu X; przedstawiono gęstość genów, ilość powtórzeń GC i SNP

Poza monosomią chromosomu X zespół Turnera może być też spowodowany strukturalnymi zmianami jednego chromosomu X. Możliwe są następujące aberracje chromosomalne skutkujące fenotypem zespołu Turnera:
- monosomia chromosomu X (oznaczana 45,X, dawniej 45,XO);
- częściowa lub całkowita delecja krótkiego ramienia chromosomu X (delXp);
- całkowita delecja długiego ramienia chromosomu X (delXq);
- izochromosom długiego ramienia chromosomu X (i(Xq));
- chromosom pierścieniowy (kolisty, ring-chromosome, r(X));
- chromosom markerowy (46,X+m);
- mozaicyzm, czyli obecność więcej niż dwóch linii komórkowych u jednej osoby, najczęściej 45,X/46,XX i 45,X/46,XY.

W zależności od wielkości zmian objawy kliniczne są zróżnicowane i nie wszystkie występują. W wypadku mozaicyzmu też może nie występować pełne spektrum objawów.

Niektórzy badacze sugerują, że „czysty” kariotyp 45,X warunkuje letalny zespół i płody o takim kariotypie są ronione przez matki. Hipotezę tę potwierdzają badania kariotypu komórek innych niż limfocyty na obecność mozaicyzmu.
| Kariotyp                                                                       | Częstość w okresie prenatalnym | Częstość w okresie postnatalnym |
| ------------------------------------------------------------------------------ | ------------------------------ | ------------------------------- |
| 45,X                                                                           | 64%                            | 47%                             |
| 45,X/46,XX                                                                     | 22%                            | 17%                             |
| 45,X/46,XX, i(Xq); 46,X,i(Xq) 45,X/46,X,i(Xq)/47,X,i(Xq),i(Xq) i inne warianty | 4%                             | 12%                             |
| 45,X/46,X,del(X); 46,X,del(X)                                                  | 7%                             | 8%                              |
| 45,X/46,XX/47,XXX; 45,X/47,XXX; 45,X/46,XX/47,XXX/48,XXXX                      | 2%                             | 5%                              |
| 45,X/46,X,r(X)                                                                 | <1%                            | 6%                              |
| 45,X/46,XY                                                                     |                                | 3%                              |
| Inne warianty z obecnością części chromosomu Y                                 |                                | 3%                              |

## Patofizjologia
Zmapowanie chromosomu X i poznanie części jego genów stworzyło możliwość powiązania niektórych cech zespołu Turnera z zaburzeniem funkcji określonych genów. Okazało się również, że zmienność obrazu cytogenetycznego przekłada się na zmienność fenotypu pacjentek z zespołem Turnera, co ma istotne znaczenie w prognozowaniu przebiegu choroby.
| Gen                       | Locus        | Mechanizm patogenetyczny | Cechy fenotypu                                                                                             | OMIM        |
| ------------------------- | ------------ | ------------------------ | --- | ----------- |
| SHOX (PHOG)               | Xpter-p22.32 | Haploinsuficjencja       | Niskorosłość i wady kończyn (zniekształcenia kłykci przyśrodkowych, deformacja Madelunga, koślawość łokci) | OMIM 312865 |
| ODG2 (BMP15)              | Xp11.2       | Haploinsuficjencja       | Nieprawidłowy rozwój gonad                                                                                 | OMIM 300247 |
| Putative lymphogenic gene | Xp11.4-21.1  | Haploinsuficjencja       | Rozwój obrzęków limfatycznych i płetwistości szyi                                                          | .           |
| GBY                       | Y            | ?                        | Nowotworzenie w dysgenetycznych gonadach (gonadoblastoma)                                                  | OMIM 424500 |
| VSPA                      | Xp22.33      | Haploinsuficjencja       | Ograniczenie zdolności neurokognitywnych                                                                   | OMIM 313000 |
| STS                       | Xp22.3       | Haploinsuficjencja       | Ograniczenie zdolności neurokognitywnych                                                                   |             |
| NLGN4X                    | Xp22.3       | Haploinsuficjencja       | Ograniczenie zdolności neurokognitywnych                                                                   |             |

ODG2 – ovarian dysgenesis 2

BMP 15 – bone morphogenetic protein 15

SHOX – short stature homeobox

VSPA – visuospatial/perceptual abilities gene

ODG2 – ovarian dysgenesis, hypergonadotropic, X linked

SOX3 – sex determining box 3 gene

GBY – gonadoblastoma locus on the Y chromosome

PHOG – pseudoautosomal homeobox-containing osteogenic gene 

## Czynniki ryzyka
Czynniki ryzyka wystąpienia zespołu Turnera u dziecka są słabo poznane. Wiadomo, że częstość zespołu u dziecka nie ma związku z wiekiem matki, jak w trisomii 21, 18 czy 13. Niektórzy autorzy stwierdzili odwrotnie proporcjonalną zależność między wiekiem matki a ryzykiem wystąpienia zespołu Turnera u dziecka. Sugerowano związek między alkoholizmem u ojca a wystąpieniem monosomii chromosomu X u dziecka, ale ostatnie badania nie potwierdziły tej hipotezy.

## Objawy i przebieg

### Objawy w okresie prenatalnym
99% płodów z zespołem Turnera ulega spontanicznemu poronieniu. W badaniu USG w 13.-14. tygodniu ciąży i w autopsji martwych płodów można stwierdzić obecność wodniaka w okolicy karkowej (hygroma nuchae); hipotezę głoszącą, że przyczyną obrzęku jest zaburzenie rozwoju układu chłonnego tej okolicy, potwierdziły badania histologiczne, immunologiczne i scyntygraficzne dowodzące hipoplazji naczyń chłonnych odprowadzających chłonkę do żył szyjnych, a także do żył kończyn dolnych, miednicy i przestrzeni zaotrzewnowej.

### Budowa ciała
Jedną z najważniejszych cech zespołu jest niski wzrost, występujący w blisko 100% przypadków zespołu. Zespół Turnera w krajach zachodnich jest najczęstszą, po konstytucyjnie niskim wzroście i rodzinnym niskim wzroście, przyczyną niskorosłości u dziewczynek. Średni ostateczny wzrost osiągany przez pacjentki z zespołem Turnera wynosi 143 cm i jest o około 22 cm niższy niż przeciętna wzrostu kobiet w danej populacji. Tempo wzrastania w dzieciństwie jest wolniejsze i nie obserwuje się skoku pokwitaniowego; zwolnienie szybkości wzrostu można stwierdzić już w 18. miesiącu życia. Zakończenie wzrastania jest opóźnione i przypada na 20.–21. rok życia. Proporcje ciała chorych są nieprawidłowe: budowa ciała jest krępa, szyja jest krótka, a kończyny dolne skrócone w stosunku do długości tułowia.

### Dysgenezja gonad
W zdecydowanej większości przypadków (80-90%) pacjentki z zespołem Turnera mają dysgenetyczne gonady. Mają one postać pasm łącznotkankowych długości 2–3 cm i szerokości około 0,5 cm. Nie pełnią one właściwej jajnikom funkcji, stąd mówi się o pierwotnej niewydolności jajników (infantylizmie płciowym). Objawia się ona:
- opóźnionym dojrzewaniem płciowym, brakiem telarche i pubarche;
- brakiem pierwszej miesiączki (menarche);
- pierwotną niepłodnością;
- obniżonym stężeniem estrogenów;
- podwyższonym poziomem gonadotropin: LH i FSH.

W części przypadków (10-20%; 40% wśród pacjentek z mozaicyzmem 45,X/46,XX) czynność jajników jest częściowo zachowana: występuje menarche, ale po kilku- kilkunastu miesiącach cykle zanikają. Rzadko kobiety z zespołem Turnera mają zachowaną czynność jajników, prawidłowo wykształcają drugorzędowe cechy płciowe i są płodne.
Inne pierwszorzędowe cechy płciowe u kobiet z zespołem Turnera są prawidłowo wykształcone, aczkolwiek macica jest mała z drobną szyjką, a pochwa jest stosunkowo wąska. Może to, wspólnie ze zmianami atroficznymi śluzówki wskutek niedoboru estrogenów, implikować dyspareunię.

### Cechy dysmorficzne

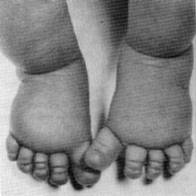
Poduszeczkowaty obrzęk stóp u dziewczynki z zespołem Turnera

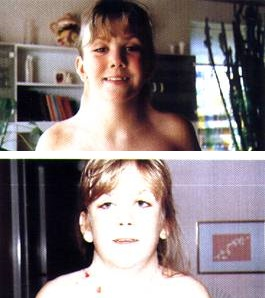
Pacjentka z zespołem Turnera przed operacją i tuż po operacji plastycznej mającej na celu skorygowanie płetwistości szyi

W zespole Turnera spotyka się charakterystyczne cechy o charakterze małych wad wrodzonych (anomalii, cech dysmorficznych); zwykle u jednego pacjenta występuje kilka takich cech, nie spotyka się natomiast wszystkich cech u jednej osoby. Te charakterystyczne cechy fenotypowe to:
- poduszeczkowate obrzęki limfatyczne dłoni i stóp (ang. puffy feet) w okresie noworodkowym i niemowlęcym (22%)[41];
- nadmiar skóry na karku, płetwista szyja (25%)[15][41];
- nisko osadzone, zrotowane ku tyłowi uszy, uszy dysplastyczne, odstające (15%);
- uboga mimika;
- bogata oprawa oczu;
- opadanie powiek (ptoza) (10%)[15];
- antymongoidalne ustawienie szpar powiekowych;
- zmarszczka nakątna (epicanthus) (20%)[15];
- hiperteloryzm oczny;
- zez (15%[15]);
- wysokie, „gotyckie” podniebienie (38%)[41];
- wady zgryzu;
- mikrognacja (60%)[15][41];
- niska linia tylna włosów (42%)[41];
- włosy „wełniste”;
- nadmierne owłosienie (rzadko);
- krótka szyja (40%)[15];
- szeroko rozstawione brodawki sutkowe (hiperteloryzm brodawek sutkowych);
- wciągnięte brodawki sutkowe (łac. inversothelia) (5%)[15];
- szeroka, puklerzowata klatka piersiowa (30%);
- dysplazja paznokci (13%)[41];
- koślawość łokci (47%)[41] i kolan (35%)[15];
- krótka czwarta kość śródręcza (37%)[41];
- skolioza (11%)[41];
- deformacja Madelunga (7%)[41];
- objaw nadgarstkowy Kosowicza;
- objaw Kosowicza (pionowe wydłużenie wewnętrznego wyrostka kości udowej);
- objaw Archibalda (charakterystyczne zmiany w obrębie śródręcza);
- liczne znamiona barwnikowe (25%)[41].

### Wady narządów wewnętrznych

#### Wady układu krążenia
U około 23-40% chorych z zespołem Turnera występują wrodzone wady serca. Większość z tych wad dotyczy lewej części serca; najczęstszą wadą jest dwupłatkowa zastawka aorty i koarktacja aorty. Stwierdzono ponadto trzykrotnie większe ryzyko wystąpienie nadciśnienia tętniczego u chorych z zespołem Turnera. Częstość poszczególnych malformacji sercowo-naczyniowych określona na dużych grupach pacjentek z zespołem Turnera przedstawiona jest w tabeli.
| Wada                                                                               | Częstość            |
| ---------------------------------------------------------------------------------- | ------------------- |
| Koarktacja aorty                                                                   | 6,9% 10% 12,5% 14%  |
| Poszerzenie aorty wstępującej                                                      | 2,9% 6% 12,5%       |
| Hipoplazja łuku aorty                                                              | 2,5%                |
| Dwupłatkowa zastawka aorty                                                         | 12,5% 14% 17,5% 34% |
| Wypadanie płatka zastawki mitralnej lub fala zwrotna przez zastawkę                | 0,6% 2% 5% 6% 8,9%  |
| Przerwanie ciągłości żyły głównej dolnej z jej kontynuacją drogą żyły nieparzystej | 2,5%                |
| Dekstrapozycja serca                                                               | 0,6% 2,5%           |
| Stenoza i (lub) niewydolność zastawki aortalnej                                    | 3,2% 6% 11%         |
| Częściowy nieprawidłowy płucny spływ żylny                                         | 0,5% 0,6% 2,9%      |
| Ubytek przegrody międzykomorowej                                                   | 0,5%                |
| Ubytek przegrody przedsionkowo-komorowej                                           | 0,2% 5%             |
| Nieprawidłowości zastawki pnia płucnego (stenoza, fala zwrotna)                    | 1%                  |
| Przetrwały przewód tętniczy                                                        | 0,5% 1%             |

#### Wady układu moczowego
W zespole Turnera częste (25-43% populacji) są wrodzone anomalie nerek: nerka podkowiasta (10-16%), zdwojenie układu moczowego (5-11%), anomalie ułożenia nerek (6-8%), ektopia nerki (2,5-3,5%) torbielowatość nerek, jednostronna agenezja nerki(2-5%).

### Rozwój umysłowy
Rozwój psychiczny jest zwykle prawidłowy. Opóźnienie umysłowe stwierdza się u około 5% chorych. Nierzadkie są natomiast zaburzenia osobowości, instynktu poznawczego, rozwoju emocjonalnego. Jakość życia chorych jest obniżona zwłaszcza w związku z ich niskorosłością; stwierdzono, że wprowadzenie leczenia hormonem wzrostu znacznie poprawia komfort życia pacjentek.

### Współistniejące choroby
Genetyczny defekt związany z monosomią chromosomu X albo innymi aberracjami chromosomalnymi w zespole Turnera przypuszczalnie sprzyja częstszemu występowaniu niektórych chorób.

#### Choroby tarczycy
W porównaniu ze zdrową populacją, pacjentki z zespołem Turnera częściej chorują na autoimmunologiczne choroby tarczycy, zwłaszcza na zapalenie tarczycy Hashimoto. Niedoczynność tarczycy stwierdzono u 15-30% chorych. Jeszcze większy odsetek chorych z zespołem Turnera ma podwyższone poziomy przeciwciał anty-TPO i antytyreoglobulinowych w osoczu (35-75%). Stwierdzono korelację między występowaniem chorób z autoimmunizacji a kariotypem z izochromosomem X.

#### Nietolerancja glukozy
W grupie chorych jaką stanowią pacjentki z zespołem Turnera zapadalność na cukrzycę typu 2 jest 2 do 4 razy większa niż w zdrowej populacji.

#### Choroby przewodu pokarmowego
W okresie noworodkowym i niemowlęcym u dziewczynek z zespołem Turnera częste są problemy z karmieniem, refluks żołądkowo-przełykowy i niechęć do ssania, zarówno u dzieci karmionych piersią jak i butelką. Przypuszcza się, że jest to związane z anatomicznymi różnicami w budowie części ustnej gardła oraz jej niedojrzałości mięśniowej. Kobiety z zespołem Turnera dwukrotnie częściej zapadają na wrzodziejące zapalenie jelita grubego i chorobę Leśniowskiego-Crohna. Częstsze jest także występowanie teleangiektazji ściany jelita i celiakii. We włoskiej populacji częstość celiakii w grupie pacjentek z zespołem Turnera oceniono na 6,4%, podczas gdy w zdrowej populacji częstość choroby wynosi 0,55%. Podwyższony poziom przeciwciał IgA skierowanych przeciwko gliadynie i antygenom endomysium występują u większej grupy pacjentek. Ryzyko wystąpienia marskości wątroby u pacjentek z zespołem Turnera jest do 5 razy wyższe niż w ogóle populacji. Przynajmniej w części ma to związek z częstszym występowaniem pierwotnego zapalenia dróg żółciowych u pacjentek z zespołem Turnera.

#### Dolegliwości otolaryngologiczne
Wrodzone anomalie twarzoczaszki i trąbki Eustachiusza upośledzają wentylację ucha środkowego i prawdopodobnie ten mechanizm odpowiada za zwiększoną częstość zapaleń ucha środkowego u pacjentek z zespołem Turnera. Istotne znaczenie może mieć opóźnienie wzrostu kości skroniowej u tych chorych. Z wiekiem zwiększa się częstość niedosłuchu i poważnego upośledzenia słuchu do głuchoty włącznie, sięgając nawet 60%. Ubytek słuchu ma charakter czuciowy i manifestuje się obniżeniem progu czucia słuchowego; może wystąpić już w wieku 6 lat. Często występują też problemy z mową, być może związane z malformacjami podniebienia i żuchwy.

#### Osteoporoza
Osteoporoza jest stwierdzana u większości pacjentek z zespołem Turnera, zwłaszcza u chorych nieleczonych hormonem wzrostu. Nie stwierdzono zależności między kariotypem a częstością złamań kości, która niezależnie od rodzaju aberracji jest stała i sięga nawet kilkudziesięciu procent. Przyczyn redukcji masy kostnej i zmian osteoporotycznych upatruje się w niskim stężeniu estrogenów, hormonu wzrostu i IGF1 w surowicy.

#### Otyłość
W zespole Turnera stwierdza się predyspozycję do otyłości, przypuszczalnie mającą związek z niedoborem estrogenów.

#### Nowotwory
Nie wykazano częstszej zapadalności pacjentek z zespołem Turnera na raka sutka, jajnika i trzonu macicy. W przypadku chorych z mozaicyzmem z obecnością chromosomu Y wyższe jest ryzyko zachorowania na nowotwory złośliwe gonad (gonadoblastoma, dysgerminoma). Ryzyko szacuje się na 7 do 30%. Sugerowano wprowadzenie badań przesiewowych z użyciem cytometrii przepływowej lub metod hybrydyzacji DNA u wszystkich dziewczynek z kariotypem 45,X w celu wykluczenia obecności linii komórkowych z obecnym chromosomem Y. Spośród innych nowotworów stwierdzono znacząco częstsze występowanie raka jelita grubego, co prawdopodobnie wynika z niedoborów estrogenów; hormonalna terapia zastępcza redukuje ryzyko.

## Korelacja genotyp-fenotyp
Kariotyp 45,X

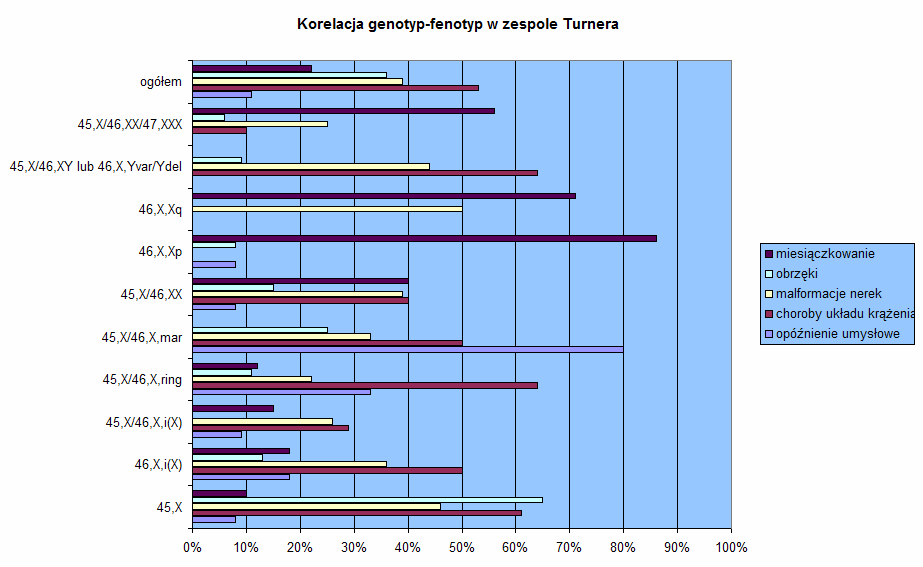
Częstość poszczególnych nieprawidłowości w spektrum zespołu Turnera

Klinicznie u pacjentek z czystą monosomią chromosomu X cechy zespołu są nasilone. Stwierdza się niskorosłość, nieprawidłowe proporcje ciała, deformacje układu kostnego, zaburzenia słuchu, dysgenezję gonad. Częste są wady serca, nerek i układu limfatycznego. Rozwój umysłowy jest zazwyczaj w normie.
Kariotyp mozaikowy z linią komórkową zawierającą chromosom Y
W przypadku obecności chromosomu Y (kariotypy 45,X/46,XY, 45,X,Yvar lub 45,X,Ydel) znacznie zwiększone jest ryzyko gonadoblastoma (10-30%) i nieco mniej dysgerminoma. W przypadku stwierdzenia takiego kariotypu w badaniu cytogenetycznym należy usunąć operacyjnie dysgenetyczne jajniki. Fenotyp jest zróżnicowany, mogą rozwinąć się objawy wirylizacji takie jak nadmierne owłosienie, obojnactwo prawdziwe lub rzekome, spodziectwo. Częste są malformacje sercowo-naczyniowe i nerek, rzadkie jest opóźnienie umysłowe.
Delecja krótkiego ramienia chromosomu X
W całkowitej delecji Xp fenotyp pacjentek jest zbliżony do fenotypu monosomii X. Stwierdza się niskorosłość, wady układu kostnego, malformacje układu sercowo-naczyniowego, limfatycznego i nerek. Może wystąpić samoistne pokwitanie i miesiączkowanie, niekiedy kobiety z delecją Xp są płodne.
Delecja długiego ramienia chromosomu X
U większości pacjentek stwierdza się pierwotny brak miesiączki, docelowy wzrost chorych w około połowie przypadków jest w normie. Fenotyp tych pacjentek jest zmienny i często nie stwierdza się charakterystycznych dla zespołu Turnera objawów.
Izochromosom długich ramion
Pacjentki z kariotypem 46,X,i(X) mają nietypowy dla zespołu Turnera fenotyp. Zdecydowanie większe jest u nich ryzyko wystąpienia chorób autoimmunologicznych, przewlekłego limfocytarnego zapalenia tarczycy Hashimoto, wrzodziejącego zapalenia jelita grubego lub choroby Crohna. Stosunkowo rzadko mają malformacje układu sercowo-naczyniowego i nerek, w większości przypadków rozwój umysłowy jest prawidłowy.
Chromosom kolisty
W przypadku małych chromosomów kolistych (powstających z utratą znacznej części materiału genetycznego chromosomu X; kariotyp 46,X,r(X)) rozwija się fenotyp podobny do tego u pacjentek z monosomią X, ale z bardzo dużą częstością wad wrodzonych serca i nerek i częstym opóźnieniem umysłowym. Niekiedy występuje spontaniczne menarche i płodność.

## Rozpoznanie

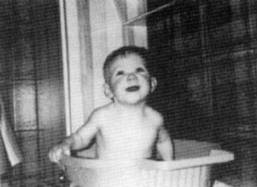
Dziewczynka z zespołem Turnera. Dzieci z zespołem Turnera rozwijają się początkowo prawidłowo i często sprawiają wrażenie zupełnie zdrowych, dopóki nie stwierdzi się u nich zbyt wolnego tempa wzrastania. Dlatego właściwe rozpoznanie może nastąpić późno

### W okresie prenatalnym
Rozpoznanie zespołu Turnera można postawić już w okresie prenatalnym. W badaniu USG można stwierdzić obecność uogólnionego obrzęku płodu, torbielowatego wodniaka szyi (cystic hygroma), wrodzonych malformacji serca i (lub) układu moczowego. Nieprawidłowy jest również wynik pomiaru przezierności fałdu karkowego (ang. nuchal translucency, NT); wykazano, że wartość NT jest wprost proporcjonalna do ryzyka wystąpienia zespołu Turnera u dziecka. Diagnostyczny jest także wynik tzw. testu potrójnego (gonadotropina kosmówkowa, nieskoniugowany estriol, alfa-fetoproteina). Testem potwierdzenia jest oznaczenie kariotypu płodu. Prenatalne wykrycie zespołu Turnera u płodu nie zmienia rokowania i dziecko zdiagnozowane po urodzeniu ma taką samą oczekiwaną długość życia.

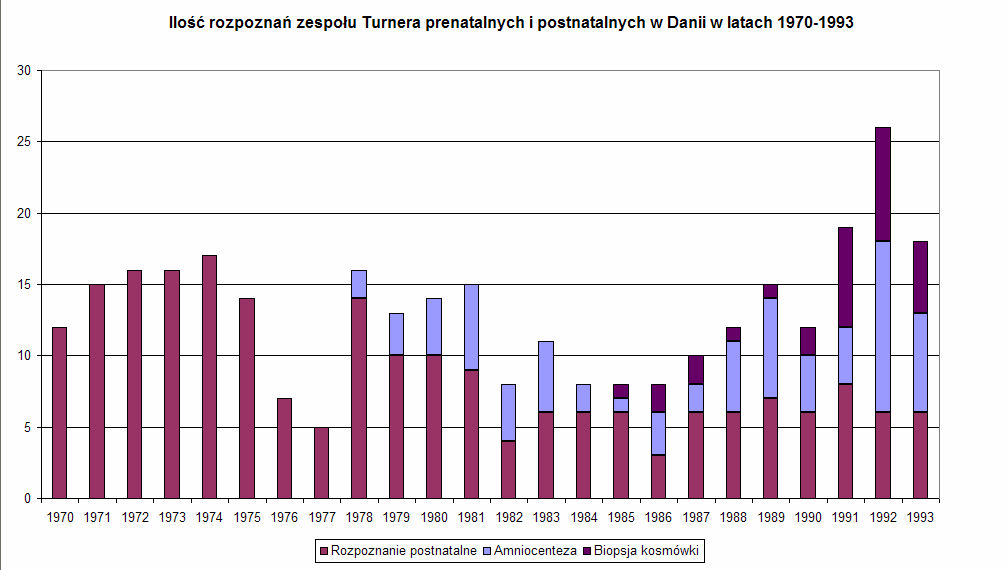
Liczba rozpoznań zespołu Turnera prenatalnych i postnatalnych według danych Danish Cytogenetic Central Register w latach 1970-1993. Widoczny wzrost ilości rozpoznań w ostatnich latach, przypisywany upowszechnieniu badań prenatalnych

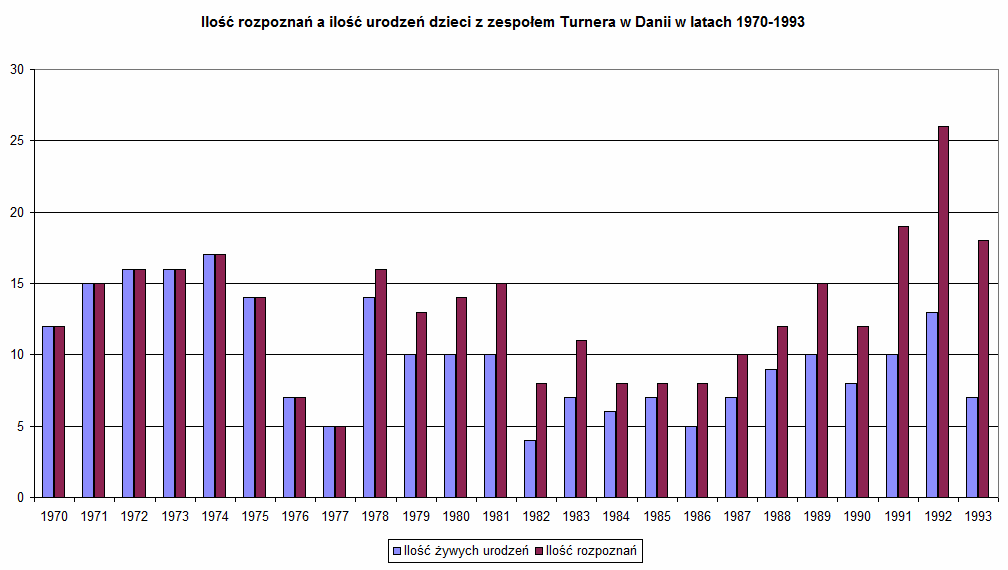
Liczba żywych urodzeń a liczba rozpoznań według danych Danish Cytogenetic Central Register w latach 1970-1993. Rozbieżność wynika po części z faktu poronień części płodów z zespołem Turnera, a także planowo wykonywanych zabiegów aborcji. W ostatnich latach ilość zabiegów przerywania ciąży spadła

### W okresie postnatalnym
W okresie noworodkowym i niemowlęcym rozpoznanie jest stawiane najczęściej na podstawie poduszeczkowatych obrzęków stóp i dłoni oraz fałdu skóry karku, pozostałości wodniaka szyi in utero. Te charakterystyczne cechy pozwalają na wykrycie zespołu Turnera w 1/5 do 1/3 przypadków. Podkreśla się fakt, że u każdej dziewczynki, u której stwierdza się wrodzony obrzęk lub koarktację aorty lub hipoplazję lewego przedsionka serca powinno się wykonać diagnostykę w kierunku aberracji chromosomu X. Około 1/3 pacjentek diagnozuje się w późniejszym dzieciństwie z powodu niedoborów wzrostu. Pozostałe zgłaszają się do lekarza z powodu braku pokwitania lub niemożności zajścia w ciążę. Każda kobieta, szczególnie niska, z pierwotnym lub wtórnym brakiem miesiączki, powinna mieć wykonane badania w kierunku zespołu Turnera.

Wczesne rozpoznanie zespołu Turnera ma znaczenie ze względu na możliwość wczesnego wykrycia i leczenia wad wrodzonych, optymalizację czasu rozpoczęcia terapii hormonalnej hormonem wzrostu i estrogenami, a także wczesne objęcie pacjentki i jej rodziny opieką lekarza i psychologa. W Stanach Zjednoczonych średni wiek postawienia diagnozy u dzieci wynosił 7,7 roku ± 5,4 lat. W innym badaniu przeprowadzonym w Belgii mediana wieku pacjentek w momencie diagnozy wynosiła 6,6 lat; pacjentki z kariotypem 45,X diagnozowano wcześniej.

## Leczenie
Leczenie przyczynowe w zespole Turnera jest niemożliwe, jednak odpowiednio wczesne wdrożenie leczenia objawowego może w znaczący sposób poprawić jakość życia chorych. Najważniejszymi kierunkami leczenia pacjentek z rozpoznaną aberracją chromosomu X są:
- wykrycie i leczenie wad wrodzonych, zwłaszcza wad serca i układu moczowego;
- leczenie niskorosłości hormonem wzrostu;
- hormonalna terapia zastępcza indukująca dojrzewanie.

Terapię estrogenową u pacjentek z zespołem Turnera wprowadzono w USA już w latach 30. Badania nad zastosowaniem rekombinowanego hormonu wzrostu w terapii niskorosłości w zespole Turnera zapoczątkowano w 1983 roku; FDA zaaprobowała tę terapię w 1997 roku. Obecnie jest to standard leczenia i jako taki refundowany jest przez państwo: obliczono, ze koszt terapii rekombinowanym hormonem wzrostu w przeliczeniu na 1 cm oszacowanej różnicy wzrostu uzyskanej leczeniem wynosi 29 000 USD. W Polsce rozporządzeniem Ministra Zdrowia wpisano leczenie zespołu Turnera hormonem wzrostu na listę wysokospecjalistycznych procedur medycznych w 2000 roku. Umożliwiło to objęcie sfinansowanym przez budżet państwa leczeniem w wyspecjalizowanych placówkach większości pacjentek z zespołem Turnera.

### Terapia hormonem wzrostu
Uważa się, że leczenie niskorosłości podawaniem hormonu wzrostu należy rozpocząć, gdy wartości wzrostu pacjentki znajdą się poniżej 5. percentyla na siatce centylowej dla zdrowej populacji. Leczenie powinien prowadzić endokrynolog dziecięcy; nie ustalono, od kiedy można zacząć leczenie, są doniesienia o rozpoczęciu leczenia już od 2. roku życia. U dziewczynek poniżej 9-12 roku życia leczenie prowadzi się samym hormonem wzrostu w zalecanej dawce 0,05 mg/dzień, u starszych pacjentek w wieku powyżej 9-12 lat lub u tych, u których leczenie wdrożono gdy ich wzrost mieścił się dużo poniżej 5 percentyla na siatce centylowej, zaleca się podawanie hormonu wzrostu wraz z oxandrolonem. Najnowsze badania wskazują, że w terapii promocji wzrostu łączenie hormonu wzrostu i estrogenów nie daje korzystnego efektu.

### Indukcja dojrzewania
Terapię estrogenową należy wprowadzić w odpowiednim czasie, biorąc pod uwagę wiek w którym kobiety w rodzinie pacjentki zwykle rozpoczynały pokwitanie. W celu wykluczenia opóźnionego dojrzewania płciowego należy oznaczyć poziom gonadotropin. Terapię estrogenową należy także skoordynować z terapią hormonem wzrostu, by zminimalizować niekorzystne działanie estrogenów na wzrost kości długich. W celu wywołania i ustalenia fizjologicznych cyklów miesięcznych, po 12-24 miesiącach terapii estrogenowej podaje się hormon ciałka żółtego w postaci medroksyprogesteronu.

## Opieka nad chorymi
Złożoność i różnorodność problemów klinicznych związanych z fenotypem zespołu Turnera jest powodem, dla którego pacjentki powinny zostać objęte wszechstronną opieką specjalistów i poddawane regularnym badaniom przesiewowym w kierunku chorób, których ryzyko jest u nich zwiększone. Najważniejsze kierunki profilaktyki chorób w zespole Turnera to:
- dokładne badanie fizykalne po postawieniu rozpoznania, mające na celu wykrycie ewentualnych wad wrodzonych;
- echokardiografia i badanie kardiologiczne w celu wykluczenia wad wrodzonych układu krwionośnego, powtarzane co 3-5 lat od momentu postawienia diagnozy; pomiar ciśnienia tętniczego przynajmniej raz w roku;
- badanie USG nerek jednorazowo po postawieniu rozpoznania, wykluczające ewentualne wrodzone malformacje układu moczowego;
- testy czynnościowe tarczycy, po postawieniu rozpoznania i ponownie, w okresie pokwitania i po osiągnięciu dorosłości: poziom TSH oraz całkowitego i wolnego T4;
- badanie audiologiczne, po postawieniu diagnozy i ponownie po osiągnięciu wieku dorosłości, w dzieciństwie i okresie pokwitania opcjonalnie;
- badanie okulistyczne po postawieniu rozpoznania;
- badanie poziomu lipidów w osoczu w życiu dorosłym;
- testy czynnościowe wątroby w życiu dorosłym;
- skrining w kierunku cukrzycy, opcjonalnie w zależności od objawów klinicznych;
- testy czynnościowe jajników, od momentu rozpoznania;
- badanie wskaźników wzrostu, do osiągnięcia ostatecznej wysokości ciała;
- ocena rozwoju psychoruchowego od postawienia diagnozy i ocena zdrowia psychicznego w życiu dorosłym;
- kontrola masy ciała, o ile istnieje taka potrzeba;
- u chorych z kariotypem wykazującym obecność fragmentu chromosomu Y w celu uniknięcia ryzyka rozwoju rozrodczaka zarodkowego zalecana jest całkowita gonadektomia; w razie gdy pacjentka lub jej opiekunowie nie wyrażą zgody na interwencję chirurgiczną, zaleca się przezpochwowe USG powtarzane w regularnych odstępach czasu.

## Płodność i problemy planowania rodziny
Według ostatnich badań nad medycznymi i psychosocjologicznymi problemami kobiet z zespołem Turnera, wykorzystanie technik wspomaganego rozrodu, w tym możliwości krioprezerwacji tkanki jajników i niedojrzałych oocytów, jest jednym z ich głównych problemów życiowych.

## Klasyfikacja ICD10
| kod ICD10     | nazwa choroby                                                             |
| ------------- | ------------------------------------------------------------------------- |
| ICD-10: Q96   | Zespół Turnera                                                            |
| ICD-10: Q96.0 | Kariotyp 45,X                                                             |
| ICD-10: Q96.1 | Kariotyp 46,X izo (Xq)                                                    |
| ICD-10: Q96.2 | Kariotyp 46,X, z anormalnym chromosomem płciowym z wyjątkiem izo(Xq)      |
| ICD-10: Q96.3 | Mozaicyzm 45,X/46,XX lub 46,XY                                            |
| ICD-10: Q96.4 | Mozaicyzm 45,X/inne linie komórkowe z nieprawidłowym chromosomem płciowym |
| ICD-10: Q96.8 | Inne warianty zespołu Turnera                                             |
| ICD-10: Q96.9 | Zespół Turnera, nieokreślony                                              |